# Semidalis kazakhstanica
Semidalis kazakhstanica là một loài côn trùng trong họ Coniopterygidae thuộc bộ Neuroptera. Loài này được Zakharenko miêu tả năm 1988.